# لايامون
لايامون Layamon أو لاغامون Laghamon (ويهجأ اسمه Laȝamon في زمنه)، هو شاعر من أواخر القرن الثاني عشر وأوائل القرن الثالث عشر ومؤلف كتاب بروت، وهو أول عمل قدم أساطير آرثر وفرسان المائدة المستديرة في الشعر الإنجليزي.
قيمه ج. ر. ر. تولكين بأنه ناقل للأساطير الإنجليزية المبكرة بطريقة تشبه الدور الذي لعبه سنوري سترلسون فيما يتعلق بالأساطير الآيسلندية.

## الحياة والتأثير
يصف ليامون نفسه في قصيدته بأنه كاهن يعيش في أرلي كينجز في ورشستر. كان لقصيدته تأثير كبير على كتابات تاريخ العصور الوسطى في إنجلترا وتطور الأدب الآرثري، وكان ملهما لعديد الكتاب اللاحقين، بما في ذلك السير توماس مالوري وخورخي لويس بورخيس.

## بروت
قصيدة بروت (حوالي 1190) هي قصيدة باللغة الإنجليزية الوسطى قام لايامون بجمعها وإعادة صياغتها وسميت على مؤسس بريطانيا الأسطوري، بروتوس الطروادي. وهي موجودة ضمن مخطوطات كاليجولا في مكتبة كوتن، والتي كتبت في الربع الأول من القرن الثالث عشر، وفي مخطوطة أوثو التي كتبت بعد حوالي خمسين سنة، وكانت أقصر في هذه الطبعة. كلا النسختين موجودتان في المكتبة البريطانية.
يبلغ طول القصيدة 16,095 سطرًا وتروي تاريخ بريطانيا. وتستند إلى حد كبير على القصيدة الأنجلو-نورمانية «حكاية بروت» Roman de Brut من كتابة روبير واس، وهي بدورها مستوحاة من كتاب «تاريخ ملوك بريطانيا» بقلم جيفري مونماوث. ومع ذلك فهي أطول من سابقتيها وتتضمن قسماً موسعاً عن حياة الملك آرثر ومآثره. من بين الحكايات الجديدة التي قدمها لايامون كانت سرد ولادة الساحر مرلين وحكاية عن أصل المائدة المستديرة، بالإضافة إلى تفاصيل رحيل آرثر إلى أفالون لتعالجه ملكة الإلف.
القصيدة مكتوبة بمزيج من الشعر المتجانس المستمد من الإنجليزية القديمة، والقافية المبنية على عمل واس.

## تهجئة الاسم
كتب محررو العمل في عصر الطباعة اسم لايامون بأشكال مختلفة، بما في ذلك لايامون "Layamon" أو لازامون "Lazamon" أو لومان "Lawman". يرى الباحثون في جامعة براون أن شكل "Layamon" غير صحيح؛ وذكروا أن تهجئة 'Laȝamon' في مخطوطات كاليجولا هي الأصح (الحرف الثالث يسمى«يوغ» ويقابل حرف غ العربي). كما تهجئه مخطوطات أوثو "Laweman" و "Loweman".

## وصلات خارجية
- مؤلفات Layamon في مشروع غوتنبرغ
- أعمال أو نبذة عن لايامون على أرشيف الإنترنت
- Brut نسخة محفوظة 10 فبراير 2003 على موقع واي باك مشين. by Layamon (British Library, MS Cotton Caligula A.ix مخطوط version)
- Le Brut de Layamon by Marie-Françoise Alamichel
- Layamon (1847) [c. 1215]، Madden، Frederic (المحرر)، Layamons Brut, or Chronicle of Britain; A Poetical Semi-Saxon Paraphrase of The Brut of Wace، ترجمة: Madden، London: The Society of Antiquaries of London، ج. I، مؤرشف من الأصل في 2020-01-25
- Layamon (1847) [c. 1215]، Madden، Frederic (المحرر)، Layamons Brut, or Chronicle of Britain; A Poetical Semi-Saxon Paraphrase of The Brut of Wace، ترجمة: Madden، London: The Society of Antiquaries of London، ج. II، مؤرشف من الأصل في 2020-01-25
- Layamon (1847) [c. 1215]، Madden، Frederic (المحرر)، Layamons Brut, or Chronicle of Britain; A Poetical Semi-Saxon Paraphrase of The Brut of Wace، ترجمة: Madden، London: The Society of Antiquaries of London، ج. III، مؤرشف من الأصل في 2020-01-25